# Lionel Kieseritzky
Lionel Adalbert Bagration Felix Kieseritzky (Tartu, Estonia, 1 de enero de 1806-París, 18 de mayo de 1853) fue un maestro de ajedrez del siglo XIX, famoso principalmente por una partida que perdió contra Adolf Anderssen, que fue tan brillante que se llamó «La Inmortal».

## Biografía
Lionel Kieseritzky nació en una familia de alemanes del Báltico (probablemente con raíces polacas). Entre 1825 y 1829, estudió en la Universidad de Dorpat y empezó a trabajar como profesor de matemáticas al igual que Anderssen. Entre 1838 y 1839, Kieseritzky jugó un match por correspondencia contra Carl Jaenisch - inacabado, porque tuvo que irse a París. Allí, se convirtió en ajedrecista profesional, dando clases o jugando partidas por cinco francos la hora y editando una revista de ajedrez. Se convirtió en uno de los cuatro principales maestros franceses del momento, junto a Louis de la Bourdonnais, Pierre-Charles Fournier de Saint-Amant y Boncourt y durante unos cuantos años antes de su muerte uno de los dos jugadores más fuertes del mundo junto a Howard Staunton. Su conocimiento del juego fue significante e hizo contribuciones a la teoría del ajedrez, pero su carrera estuvo plagada de mala suerte y una pasión por el juego poco sólido. En 1846 ganó dos matches contra los maestros alemanes: Bernhard Horwitz (+7 -4 =1) y Daniel Harrwitz (+11 -5 =2). Gozó de otras magníficas victorias a lo largo de su carrera, pero su fuerza fue insuficiente en juego de torneo.
En 1851 fue invitado a jugar en el primer torneo internacional en Londres donde fue derrotado en primera ronda 0.5-2.5 por el eventual vencedor Adolf Anderssen. Una de las partidas acabó en sólo 20 minutos después de un bluff que Staunton describió como "inigualable incluso entre los principiantes del juego", la otra derrota fue igualmente tendencioso. Sin embargo, durante este tiempo en Londres, Kieseritzky también jugó una partida amistosa contra Anderssen que ha encantado tando a generaciones de ajedrecistas que ha sido apodada como "La Inmortal". A pesar de la derrota, de hecho fue Kieseritzky el que anotó y publicó la partida durante su periodo como editor de "La Regence".
Kieseritzky nunca fue un hombre popular debido a su carácter narcisista - considerándose a sí mismo como el "Mesías del Ajedrez" - y en 1853 murió después de un ataque de una enfermedad mental. Fue enterrado en una pobre sepultura.
La siguiente partida, jugada en París en 1844 contra Schulten, representa su combinación más sutil y tiene una similitud con la famosa "Inmortal" que perdería siete años después:
1.e4 e5 2.f4 exf4 3.Ac4 Dh4+ 4.Rf1 b5 5.Axb5 Cf6 6.Cc3 Cg4 7.Ch3 Cc6 8.Cd5 Cd4 9.Cxc7+ Rd8 10.Cxa8 f3! 11.d3 f6 12.Ac4 d5 13.Axd5 Ad6 14.De1? (14.e5! parece favorecer a las blancas. En vez de ello permite un bonito mate forzado.)14...fxg2+ 15.Rxg2 Dxh3+!! 16.Rxh3 Ce3+ 17.Rh4 Cf3+ 18.Rh5 Ag4# 0-1